# Santos Acosta
Pour les articles homonymes, voir Acosta.
Santos Acosta, né à Miraflores (Boyacá) le 1er novembre 1828 et mort à Bogota le 9 janvier 1901, est un homme d'État colombien.
Il est le président des États-Unis de Colombie (par interim) entre 1867 et 1868.

## Biographie

### Carrière
Bien qu'il ait étudié et obtenu son diplôme de médecine, Santos Acosta n'a pas exercé cette profession. Il a plutôt poursuivi une carrière militaire et politique. Il a été élu plusieurs fois député, à la Chambre des représentants et au Sénat, sous l'étiquette du Parti libéral. Il a été l'un des principaux acteurs de la réforme constitutionnelle de 1853. 

### Président
Le 29 avril 1867, le président modéré Tomás Cipriano de Mosquera prononce la dissolution du Congrès et déclare l'état de guerre. Il fait de Bogota un district fédéral, adresse un appel au peuple et envoie un message aux présidents de États les assurant de son respect pour l'autonomie des États et de son désir de paix et accusant le congrès de trahison. Les présidents des États de Magdalena et Santander le déclarent déchu. Acosta, alors chef de l'armée et président de l'État de Boyacá, renverse le président. Il le fait prisonnier le 23 mai 1867 et convoque le congrès. Mosquera, accusé de mesures anticonstitutionnelles, est condamné à quatre ans d'exil. 
Acosta assure l'intérim jusqu'à l'élection présidentielle de 1868, remportée par le radical Santos Gutiérrez.